# UCI World Tour 2019
L'UCI World Tour 2019 è stata la nona edizione del circuito organizzato dall'UCI, che sostituisce il vecchio calendario mondiale. Si è svolto in 38 eventi dal 15 gennaio al 22 ottobre 2019.

## Squadre
Come nella passata stagione, la licenza World Tour è conferita a 18 squadre, che partecipano di diritto alle prove del World Tour; alle prove prendono parte, su invito degli organizzatori, anche squadre con licenza Professional Continental.
| Cod. | Squadra               | Biciclette  | Gruppo       | Ruote         |
| ---- | --------------------- | ----------- | ------------ | ------------- |
| ALM  | AG2R La Mondiale      | Eddy Merckx | Campagnolo   | Mavic         |
| AST  | Astana Pro Team       | Argon 18    | Shimano      | Corima        |
| TBM  | Bahrain-Merida        | Merida      | Shimano/SRAM | Fulcrum       |
| BOH  | Bora-Hansgrohe        | Specialized | Shimano      | Roval         |
| CPT  | CCC Team              | Giant       | Shimano      | Shimano       |
| DQT  | Deceuninck-Quick-Step | Specialized | Shimano      | Roval         |
| EF1  | EF Education First    | Cannondale  | Shimano      | Vision Metron |
| GFC  | Groupama-FDJ          | Lapierre    | Shimano      | Shimano       |
| LTS  | Lotto Soudal          | Ridley      | Campagnolo   | Campagnolo    |
| MTS  | Mitchelton-Scott      | Scott       | Shimano      | Shimano       |
| MOV  | Movistar Team         | Canyon      | Campagnolo   | Campagnolo    |
| TDD  | Team Dimension Data   | BMC         | Shimano      | Enve          |
| TJV  | Team Jumbo-Visma      | Bianchi     | Shimano      | Shimano       |
| TKA  | Team Katusha Alpecin  | Canyon      | SRAM         | Zipp          |
| INS  | Team Ineos            | Pinarello   | Shimano      | Shimano       |
| SUN  | Team Sunweb           | Cervélo     | Shimano      | Shimano       |
| TFS  | Trek-Segafredo        | Trek        | SRAM         | Bontrager     |
| UAD  | UAE Team Emirates     | Colnago     | Campagnolo   | Campagnolo    |

## Calendario
Il calendario è stato annunciato nel giugno 2018. Sono state confermate le gare della precedente stagione, con l'Abu Dhabi Tour che, dopo la fusione con il Dubai Tour, prende il nome di UAE Tour. La Tre giorni di La Panne fa il suo ingresso nel calendario World Tour, mentre il Presidential Cycling Tour of Turkey viene spostato da ottobre ad aprile.
| Evento                                     | Data                   | Vincitore            | Secondo            | Terzo               | Squadra del vincitore |
| ------------------------------------------ | ---------------------- | -------------------- | ------------------ | ------------------- | --------------------- |
| Tour Down Under (2019)                     | 15-20 gennaio          | Daryl Impey          | Richie Porte       | Wout Poels          | Mitchelton-Scott      |
| Cadel Evans Great Ocean Road Race (2019)   | 27 gennaio             | Elia Viviani         | Caleb Ewan         | Daryl Impey         | Deceuninck-Quick-Step |
| UAE Tour (2019)                            | 24 febbraio-2 marzo    | Primož Roglič        | Alejandro Valverde | David Gaudu         | Team Jumbo-Visma      |
| Omloop Het Nieuwsblad (2019)               | 2 marzo                | Zdeněk Štybar        | Greg Van Avermaet  | Tim Wellens         | Deceuninck-Quick-Step |
| Strade Bianche (2019)                      | 9 marzo                | Julian Alaphilippe   | Jakob Fuglsang     | Wout Van Aert       | Deceuninck-Quick Step |
| Parigi-Nizza (2019)                        | 10-17 marzo            | Egan Bernal          | Nairo Quintana     | Michał Kwiatkowski  | Team Sky              |
| Tirreno-Adriatico (2019)                   | 13-19 marzo            | Primož Roglič        | Adam Yates         | Jakob Fuglsang      | Team Jumbo-Visma      |
| Milano-Sanremo (2019)                      | 23 marzo               | Julian Alaphilippe   | Oliver Naesen      | Michał Kwiatkowski  | Deceuninck-Quick-Step |
| Volta a Catalunya (2019)                   | 25-31 marzo            | Miguel Ángel López   | Adam Yates         | Egan Bernal         | Astana Pro Team       |
| Classic Brugge-De Panne (2019)             | 27 marzo               | Dylan Groenewegen    | Fernando Gaviria   | Elia Viviani        | Team Jumbo-Visma      |
| E3 Harelbeke (2019)                        | 29 marzo               | Zdeněk Štybar        | Wout Van Aert      | Greg Van Avermaet   | Deceuninck-Quick-Step |
| Gand-Wevelgem (2019)                       | 31 marzo               | Alexander Kristoff   | John Degenkolb     | Oliver Naesen       | UAE Team Emirates     |
| Dwars door Vlaanderen (2019)               | 3 aprile               | Mathieu van der Poel | Anthony Turgis     | Bob Jungels         | Corendon-Circus       |
| Giro delle Fiandre (2019)                  | 7 aprile               | Alberto Bettiol      | Kasper Asgreen     | Alexander Kristoff  | EF Education First    |
| Giro dei Paesi Baschi (2019)               | 8-13 aprile            | Ion Izagirre         | Daniel Martin      | Emanuel Buchmann    | Astana Pro Team       |
| Parigi-Roubaix (2019)                      | 14 aprile              | Philippe Gilbert     | Nils Politt        | Yves Lampaert       | Deceuninck-Quick-Step |
| Presidential Cycling Tour of Turkey (2019) | 16-21 aprile           | Felix Großschartner  | Valerio Conti      | Merhawi Kudus       | Bora-Hansgrohe        |
| Amstel Gold Race (2019)                    | 21 aprile              | Mathieu van der Poel | Simone Clarke      | Jakob Fuglsang      | Corendon-Circus       |
| Freccia Vallone (2019)                     | 24 aprile              | Julian Alaphilippe   | Jakob Fuglsang     | Diego Ulissi        | Deceuninck-Quick-Step |
| Liegi-Bastogne-Liegi (2019)                | 28 aprile              | Jakob Fuglsang       | Davide Formolo     | Max. Schachmann     | Astana Pro Team       |
| Giro di Romandia (2019)                    | 30 aprile-5 maggio     | Primož Roglič        | Rui Costa          | Geraint Thomas      | Team Jumbo-Visma      |
| Eschborn-Francoforte (2019)                | 1º maggio              | Pascal Ackermann     | John Degenkolb     | Alexander Kristoff  | Bora-Hansgrohe        |
| Tour of California (2019)                  | 12-18 maggio           | Tadej Pogačar        | Sergio Higuita     | Kasper Asgreen      | UAE Team Emirates     |
| Giro d'Italia (2019)                       | 11 maggio-2 giugno     | Richard Carapaz      | Vincenzo Nibali    | Primož Roglič       | Movistar Team         |
| Giro del Delfinato (2019)                  | 9-16 giugno            | Jakob Fuglsang       | Tejay van Garderen | Emanuel Buchmann    | Astana Pro Team       |
| Giro di Svizzera (2019)                    | 15-23 giugno           | Egan Bernal          | Rohan Dennis       | Patrick Konrad      | Team Ineos            |
| Tour de France (2019)                      | 6-28 luglio            | Egan Bernal          | Geraint Thomas     | Steven Kruijswijk   | Team Ineos            |
| Classica di San Sebastián (2019)           | 3 agosto               | Remco Evenepoel      | Greg Van Avermaet  | Marc Hirschi        | Deceuninck-Quick-Step |
| Giro di Polonia (2019)                     | 3-9 agosto             | Pavel Sivakov        | Jai Hindley        | Diego Ulissi        | Team Ineos            |
| RideLondon - Surrey Classic (2019)         | 4 agosto               | Elia Viviani         | Sam Bennett        | Michael Mørkøv      | Deceuninck-Quick-Step |
| BinckBank Tour (2019)                      | 12-18 agosto           | Laurens De Plus      | Oliver Naesen      | Tim Wellens         | Team Jumbo-Visma      |
| Classica di Amburgo (2019)                 | 25 agosto              | Elia Viviani         | Caleb Ewan         | Giacomo Nizzolo     | Deceuninck-Quick-Step |
| Bretagne Classic Ouest-France (2019)       | 1º settembre           | Sep Vanmarcke        | Tiesj Benoot       | Jack Haig           | EF Education First    |
| Grand Prix Cycliste de Québec (2019)       | 13 settembre           | Michael Matthews     | Peter Sagan        | Greg Van Avermaet   | Team Sunweb           |
| Vuelta a España (2019)                     | 24 agosto-15 settembre | Primož Roglič        | Alejandro Valverde | Tadej Pogačar       | Team Jumbo-Visma      |
| Grand Prix Cycliste de Montréal (2019)     | 15 settembre           | Greg Van Avermaet    | Diego Ulissi       | Iván García Cortina | CCC Team              |
| Giro di Lombardia (2019)                   | 12 ottobre             | Bauke Mollema        | Alejandro Valverde | Egan Bernal         | Trek-Segafredo        |
| Tour of Guangxi (2019)                     | 17-22 ottobre          | Enric Mas            | Daniel Martínez    | Diego Rosa          | Deceuninck-Quick-Step |

## Classifiche
Dal 2019, l'unica classifica valida a livello internazionale è l'UCI World Ranking, che già dal 2016 fornisce una classifica individuale ed una per Nazioni. A queste viene aggiunta la classifica mondiale UCI per team, stilata in base ai risultati ottenuti dai 10 migliori corridori per ogni squadra, riprendendo così la graduatoria già presente nell'UCI World Tour. Vengono inoltre introdotte altre due classifiche individuali, una limitata alle sole corse di un giorno e l'altra invece specifica per le corse a tappe.